# Charles-Louis-Marie-Albert-Furcy Fontaine
Pour les articles homonymes, voir Fontaine.
 (juin 2025).
Charles-Louis-Marie-Albert-Furcy Fontaine (7 août 1767, Wimille - 27 mars 1849, Boulogne-sur-Mer), est un homme politique français.

## Biographie
Négociant à Boulogne-sur-Mer, il est élu député du 2e arrondissement du Pas-de-Calais, le 1er octobre 1821, par 190 voix sur 337 votants, contre 147 à M. de Rosny, il prit place à gauche, dans les rangs de l'opposition constitutionnelle, avec laquelle il vota. Sorti de la Chambre en 1824, il y rentra le 28 avril 1828, comme député du même arrondissement, élu par 152 voix sur 290 votants, contre 124 à M. Caron, procureur du roi, en remplacement de Jean-Marie Harlé, qui venait d'opter pour Arras. Fontaine fut des 221, obtint sa réélection, le 23 juin 1830, par 204 voix sur 343 votants, contre 137 à Ferdinand de Berthier, concourut à l'établissement du gouvernement de juillet, et ne fit pas partie d'autres assemblées.

## Sources
- « Charles-Louis-Marie-Albert-Furcy Fontaine », dans Adolphe Robert et Gaston Cougny, Dictionnaire des parlementaires français, Edgar Bourloton, 1889-1891 [détail de l’édition]